# تيم غان
تيموثي ماكنزي «تيم» غان (بالإنجليزية: Tim Gunn)‏ (ولد في 29 يوليو 1953) ممثل مستشار في الموضة وشخصية تلفزيونية أميركي، ترأس قسم الموضو في إحدى المدارس من عام 2000 حتى عام 2007. ولد تيم في واشنطن وكان بطل في السباحة في الثانوية، وتخرج من كلية كوركوران للفنون والتصميم وحصل على شهادة في النحت. أعلن أنه مثلي بعد أن كان قد نكر ذلك في مراهقته. أطلّ تيم في بيتي القبيحة (2007) ,فتاة النميمة (2010) ومسلسل رسوم متحركة أمريكي فاميلي غاي (2013).

## روابط خارجية
- تيم غان على موقع IMDb (الإنجليزية)
- تيم غان على موقع أول موفي (الإنجليزية)
- تيم غان على موقع إن إن دي بي (الإنجليزية)
- تيم غان على موقع قاعدة بيانات الفيلم (الإنجليزية)